# Mauricio de Nassau
Mauricio I de Nassau (Dillenburg, actual Alemania, 14 de noviembre de 1567-La Haya, 23 de abril de 1625) fue el estatúder de la parte norte de los Países Bajos entre 1584 y 1625, hijo del líder holandés Guillermo de Orange-Nassau y de Ana de Sajonia, hija del elector Mauricio de Sajonia.

## Biografía
Mauricio era hijo de Guillermo el Taciturno y Ana de Sajonia , y nació en el castillo de Dillenburg . Recibió su nombre en honor a su abuelo materno, el elector Mauricio de Sajonia, quien también fue un destacado general.
Maurice nunca se casó, pero fue padre de hijos ilegítimos con Margaretha van Mechelen (incluidos Willem de Nassau, señor de Lek, y Louis de Nassau, señor de De Lek y Beverweerd ) y Anna van de Kelder. 
Fue criado en Dillenburg por su tío Johan de Nassau ("Jan el Viejo"). Junto con su primo, Willem Lodewijk , estudió en Heidelberg y posteriormente en Leiden, donde conoció a Simon Stevin.  Sucedió a su padre Guillermo el Taciturno como estatúder de los Países Bajos y Zelanda en 1585, y se convirtió en estatúder de Utrech, Güeldres y Overijssel en 1590, y de Groningen en 1620. Como Capitán General y Almirante de la Unión, Maurice organizó la rebelión contra España en una revuelta coherente y exitosa y ganó fama como estratega militar. Bajo su liderazgo y en cooperación con Johan van Oldenbarnevelt, el Ejército de los Estados Holandeses logró muchas victorias y expulsó a los españoles del norte y el este de la República. Maurice se propuso revivir y revisar las doctrinas clásicas de Vegecio y fue pionero en las nuevas formas europeas de armamento y entrenamiento. Durante la Tregua de los Doce Años, estalló una disputa religiosa en la República y surgió un conflicto entre Mauricio y Van Oldenbarnevelt, que culminó con la decapitación de este último. Tras la Tregua, Mauricio no logró más victorias militares. Murió sin descendencia legítima en La Haya en 1625 y fue sucedido por su medio hermano menor, Federico Enrique.

## La guerra contra Felipe II
En el año 1584 se puso al mando de las tropas de las Provincias Unidas que luchaban contra España. 
Dividió las tropas en unidades más pequeñas y manejables, que resultaban menos vulnerables a la artillería, impuso la disciplina, se ocupó de que los soldados estuvieran bien pagados, introdujo más armas de fuego, reorganizó la artillería, porque eran demasiado inexpertos para utilizar tanques reales, y para combatir a los tercios del ejército español estableció la leva. A finales del siglo XVI, el ejército de las Provincias Unidas estaba formado por unos 20.000 hombres de infantería y 2.000 de caballería, sin contar la flota de guerra.
A lo largo de los años 90 del siglo XVI conquistó las ciudades de Breda, Nimega y Deventer. En 1600 desembarcó en la ciudad de Ostende y derrotó a Alberto de Austria en la batalla de las Dunas. Tras esto conquistó Grave y La Esclusa, derrotando de esta forma al general Lundgren con el apoyo de los caballeros Sain y Kent.
Partidario de seguir la guerra con España, la tregua de los Doce Años, le enfrentó a Johan van Oldenbarnevelt, el jefe del gobierno de Holanda.
El entrenamiento de su ejército fue especialmente importante para la guerra moderna temprana y la Revolución Militar de 1560-1650. Los generales anteriores habían recurrido a la instrucción y el ejercicio para inculcar la disciplina o mantener a sus hombres en buena forma física, pero para Maurice, estos eran los postulados fundamentales de la táctica.
Este cambio afectó la conducción de la guerra en su totalidad, ya que requería que los oficiales entrenaran a sus hombres además de dirigirlos, redujo el tamaño de la unidad básica de infantería para fines funcionales, dado que debían darse órdenes más específicas en batalla, y la disminución del comportamiento gregario requirió mayor iniciativa e inteligencia del soldado promedio.  Una contribución importante fue la introducción del fuego de salva, que permitió a los soldados compensar la imprecisión de sus armas disparando en grupo. Se utilizó por primera vez en combate europeo en la batalla de Nieuwpoort en 1600.
Como parte de sus esfuerzos por encontrar aliados contra España, Mauricio recibió a enviados marroquíes como Al-Hajari. Discutieron la posibilidad de una alianza entre Holanda, el Imperio Otomano, Marruecos y los moriscos contra España, el enemigo común.  Las crónicas de viaje de Al-Hajari, escritas en 1637, mencionan en detalle la discusión sobre una ofensiva conjunta contra España.
Mauricio fue conocido en su época y por los historiadores como el primer general de su época. Su reputación no se basa tanto en su capacidad para ganar y explotar batallas campales como en su pericia como comandante de asedio, organizador militar e innovador. De sus dos grandes adversarios, Alejandro Farnesio (duque de Parma), y Ambrosio Spínola, cautelosamente nunca se dejó llevar a la batalla con Parma y no aprovechó las oportunidades para ofrecerle batalla a Spínola con fuerzas a su favor en el Yssel en 1606. Sin embargo, fue derrotado por el general español en la batalla de Mülheim en octubre de 1605.  Basándose en su preferencia por los asedios y las acciones a pequeña escala, el historiador David Trim afirma que es difícil llegar a un veredicto sobre su capacidad como táctico.  Jonathan Israel señala que en una de las raras ocasiones en que tuvo que librar una batalla importante a campo abierto (la batalla de Nieuwpoort de 1600), terminó con una victoria holandesa, pero este resultado era muy arriesgado y Mauricio tuvo cuidado de liberar a su ejército y evitar una segunda batalla de ese tipo. 
Mauricio fundó una nueva escuela de práctica militar profesional. Esta marcó el camino hacia los ejércitos profesionales del futuro al reaplicar las tácticas romanas e innovar en los campos de la logística, el entrenamiento y la economía (por ejemplo, el pago regular y puntual de los salarios de las tropas). Muchos graduados del servicio de Mauricio, como su sobrino, el mariscal Turenne , o discípulos suyos como Gustavo Adolfo de Suecia , aplicaron las reformas mauricianas con gran éxito durante el resto del siglo XVII.Mauricio fundó una nueva escuela de práctica militar profesional. Esta marcó el camino hacia los ejércitos profesionales del futuro al reaplicar las tácticas romanas e innovar en los campos de la logística, el entrenamiento y la economía (por ejemplo, el pago regular y puntual de los salarios de las tropas). Muchos graduados del servicio de Mauricio, como su sobrino, el mariscal Turenne, o discípulos suyos como Gustavo II Adolfo de Suecia, aplicaron las reformas mauricianas con gran éxito durante el resto del siglo XVII.

## Mauricio, príncipe de Orange
Tras la muerte de su hermanastro Felipe Guillermo de Orange-Nassau, Mauricio se convirtió en Príncipe de Orange. Apoyado por la baja burguesía y el campesinado, logró que Johan van Oldenbarnevelt fuese juzgado por traición y ejecutado en el año 1619. Tras el fin de la tregua con España, en 1621, empezada ya la Guerra de los Treinta Años, reanudó las hostilidades, pero no consiguió el éxito anterior. De camino a salvar la plaza de Breda, bajo el asedio de Spinola y guarnecida por su hermano Justino de Nassau, murió estando en campaña el 23 de abril de 1625.

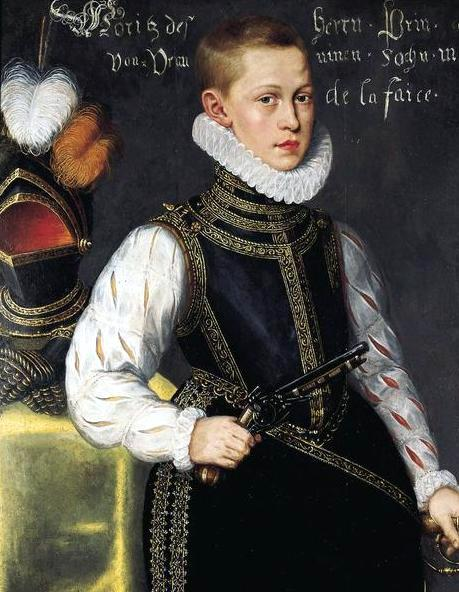
Mauricio de niño

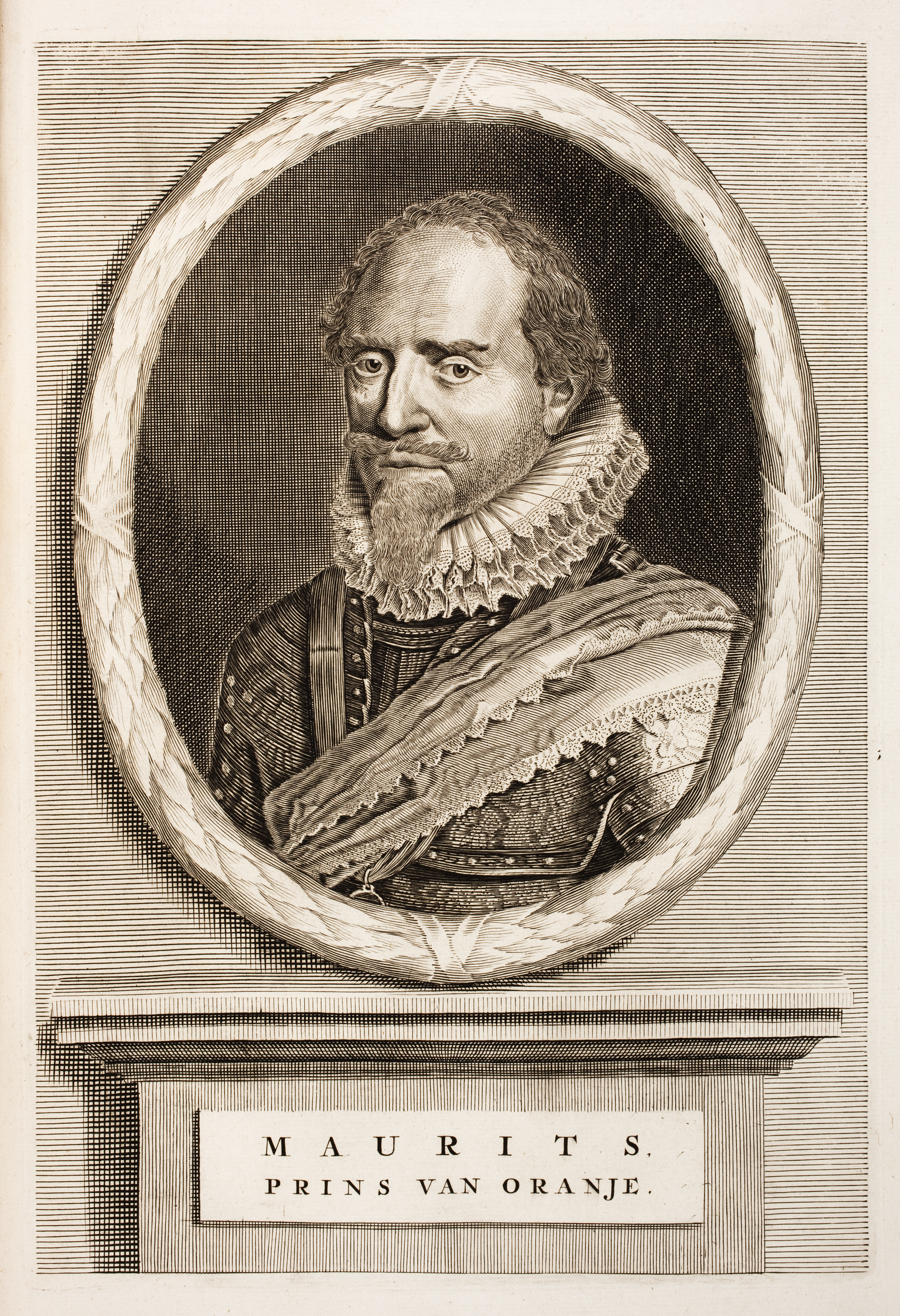
Mauricio de Nassau